# Изобильное (Алушта)
Изоби́льное (до 1945 года Корбе́к; укр. Ізобільне, крымскотат. Körbekül, Корьбекуль) — село на Южном берегу Крыма. Входит в Городской округ Алушта Республики Крым (согласно административно-территориальному делению Украины — Алуштинский горсовет Автономной Республики Крым, центр Изобильненского сельсовета).

## Население
| 2001 | 2014  |
| ---- | ----- |
| 2305 | ↗2333 |

Всеукраинская перепись 2001 года показала следующее распределение по носителям языка:
| Язык             | Число жит. | Процент |
| ---------------- | ---------- | ------- |
| русский          | 1560       | 67,68   |
| крымскотатарский | 594        | 25,77   |
| украинский       | 123        | 5,34    |
| армянский        | 5          | 0,22    |
| болгарский       | 2          | 0,09    |
| венгерский       | 2          | 0,09    |
| гагаузский       | 2          | 0,09    |
| белорусский      | 1          | 0,04    |
| польский         | 1          | 0,04    |

### Динамика численности
| - 1805 год — 212 чел. - 1864 год — 997 чел. - 1886 год — 1268 чел. - 1889 год — 1303 чел. - 1892 год — 1646 чел. - 1897 год — 1720 чел. - 1902 год — 1884 чел. | - 1915 год — 2368/618 чел. - 1926 год — 2109 чел. - 1939 год — 2035 чел. - 1974 год — 2100 чел. - 1989 год — 1805 чел. - 2001 год — 2305 чел. - 2014 год — 2333 чел. |

## Современное состояние
На 2018 год в Изобильном числится 13 улиц, 10 переулков и 2 кордона: Светлая поляна и Чёрная речка; на 2009 год, по данным сельсовета, село занимало площадь 657,5 гектара на которой, в 824 дворах, проживало около 2,3 тысяч человек. В селе действуют средняя общеобразовательная школа, Дом культуры, библиотека, амбулатория, отделение Почты России, церковь преподобного Афанасия Печерского, мечеть Корбек джами, с медресе при ней. Изобильное связано троллейбусным и автобусным сообщением с Алуштой, Ялтой, Симферополем и соседними населёнными пунктами.

## География

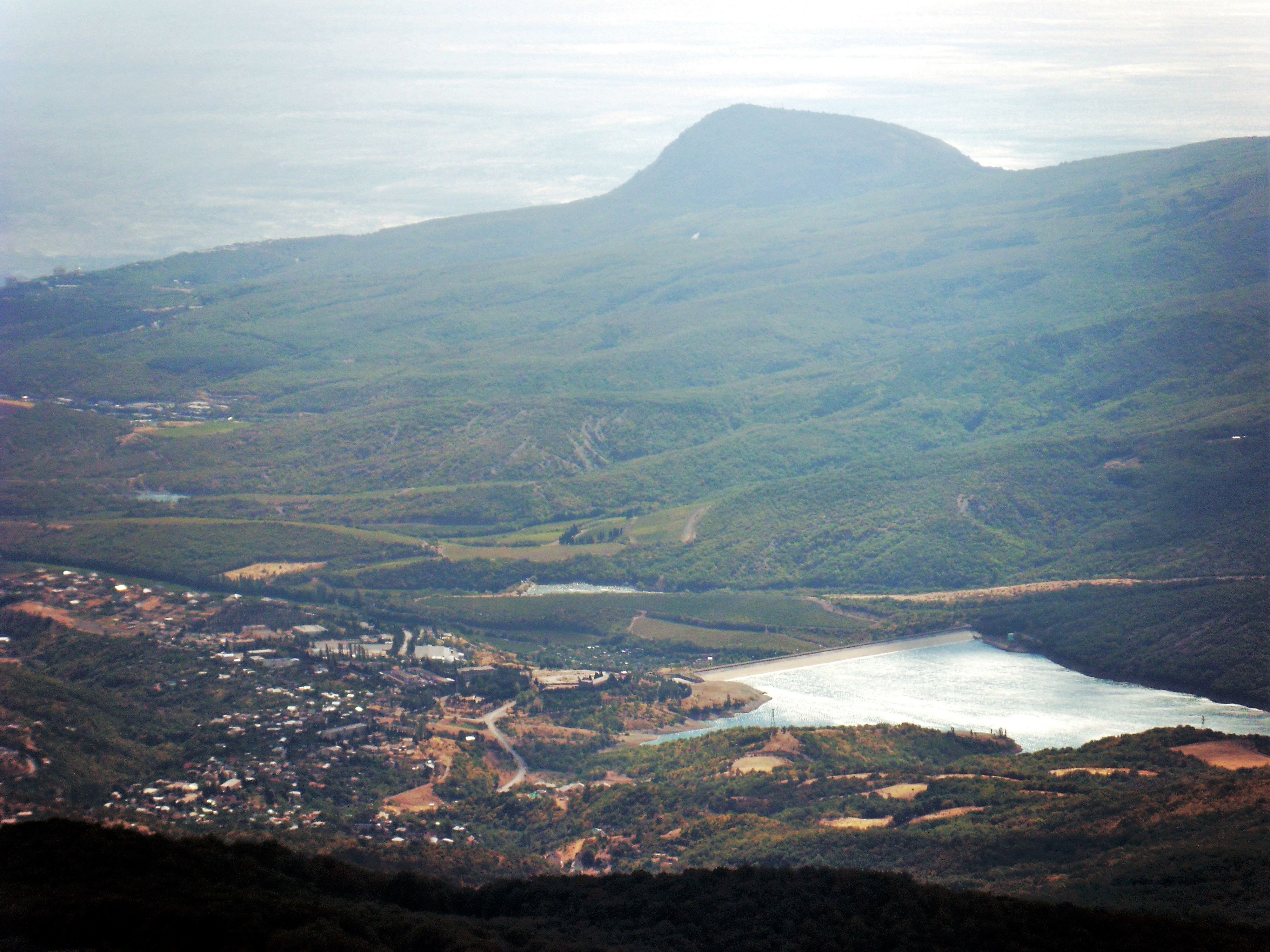
Изобильное, вид с Чатыр-Дага

Изобильное расположено на Южном берегу Крыма, на южном склоне горы Чатыр-Даг, в балке безымянного левого притока (на карте 1842 года подписан, как Тогданын-су) реки Улу-Узень, высота центра села над уровнем моря 218 м. Находится в центральной части территории городского округа, расстояние до Алушты около 6 километров (по шоссе), ближайшая железнодорожная станция — Симферополь-Пассажирский — примерно в 43 километрах. Соседние населённые пункты: Нижняя Кутузовка в 3 км и Верхняя Кутузовка — в 5 км. Транспортное сообщение осуществляется по региональной автодороге 35Н-010, соединяющей трассу Симферополь — Ялта с Романовским шоссе, которое проходит по окраине села (по украинской классификации — С-0-0110). Ранее, до постройки шоссе из Симферополя в Алушту, дорога через Кебит-богаз и Корбек служила главным путем из степной части Крыма на южный берег

## История
По легенде название поселения связано с историей слепого странника (крымскотат. кёр бек — слепой господин), который исцелился, умывшись водой из родника вблизи данной местности.
Время возникновения Корбека не установлено — известно, что территория села входила, по договору Генуи с Элиас-Беем Солхатским от 1381 года («гористая южная часть Крыма к северо-востоку от Балаклавы», с её поселениями и народом, который суть христиане), в состав Солдайского консульства. После разгрома Кафы османами в 1475 году селение включили в Судакский кадылык санджака Кефе (до 1558 года, в 1558—1774 годах — эялета) империи. Впервые в исторических документах встречается в материалах переписи населения Кефинского санджака 1520 года, согласно которой в Кёрбекле числилось 36 «немусульманских» семей (христиан), из которых 5 семей потеряли мужчину-кормильца, мусульманская семья 1 и 1 взрослый холостяк. В 1542 году мусульманских семей уже 5, христиан — 25 полных семей, 4 «овдовевших» и 16 холостяков; по сведениям за тот год виноградарство давало 11 % налоговых поступлений селения. По налоговым ведомостям 1634 года в селении числилось 25 дворов немусульман, из которых недавно прибывших в Корбек 1: из Ускута — 2, из Капсихор и Ланбат бала — по 1 двору. Выселились жители 6 дворов: в Айан и Бешев — по 3 двора. В XVII веке на южном побережье Крыма начинает распространяться ислам и, согласно Джизье-дефтери (то есть иноверческой подушной податной ведомости) ливы (уезда) города Кафы от 1652 года в селении Корбекли кадылыка Сугдак перечислены имена и прозвища всего-навсего троих налогоплательщиков-христиан (налог джизйе платили 3 семьи). Документальное упоминание селения встречается в «Османском реестре земельных владений Южного Крыма 1680-х годов», согласно которому Корбегли входил в Судакский кадылык эялета Кефе. Всего упомянуто 92 землевладельца, из которых 2 иноверца, владевших 3506,5 дёнюмами земли. После обретения ханством независимости по Кючук-Кайнарджийскому мирному договору 1774 года «повелительным актом» Шагин-Гирея 1775 года селение было включено в Крымское ханство, в состав Кефинского каймаканства Судакского кадылыка, что зафиксировано и в Камеральном Описании Крыма… 1784 года. К этому времени христианского населения в Корбеклы не осталось, были лишь земельные участки греков, перебравшихся в другие селения (в списках «Ведомостей о выведенных из Крыма в Приазовье христианах» А. В. Суворова и митрополита Игнатия село не значится)..
После присоединения Крыма к России (8) 19 апреля 1783 года, (8) 19 февраля 1784 года, именным указом Екатерины II сенату, на территории бывшего Крымского Ханства была образована Таврическая область и деревня была приписана к Симферопольскому уезду. После Павловских реформ, с 1796 по 1802 год, входила в Акмечетский уезд Новороссийской губернии. По новому административному делению, после создания 8 (20) октября 1802 года Таврической губернии, Корбек был включён в состав Алуштинской волости Симферопольского уезда.

По Ведомости о числе селений, названиях оных, в них дворов… состоящих в Симферопольском уезде от 14 октября 1805 года, в деревне Корбек числилось 45 дворов и 212 жителей, исключительно крымских татар. На военно-топографической карте генерал-майора Мухина 1817 года деревня Корбркуль обозначена с 40 дворами. После реформы волостного деления 1829 года Корбик, согласно «Ведомости о казённых волостях Таврической губернии 1829 года» остался в составе Алуштинской волости. Шарль Монтандон в своём «Путеводителе путешественника по Крыму, украшенный картами, планами, видами и виньетами…» 1833 года так описал деревню 
Корбек – довольно большая деревня, построенная амфитеатром на нескольких холмах, составляющих часть южного основания Чатыр-Дага. Отсюда открываются довольно приятные виды на Бабуган, Алушту, часть долины и море. Жители Корбека гостеприимны и трудолюбивы; они занимаются в основном производством повозок и торговлей лесом.
Именным указом Николая I от 23 марта(по старому стилю) 1838 года, 15 апреля был образован новый Ялтинский уезд и южнобережную часть Алуштинской волости, в том числе и Корбек, передали в состав (Алуштинская волость Ялтинского уезда). На карте 1836 года в деревне 80 дворов, как и на карте 1842 года.
В 1860-х годах, после земской реформы Александра II, деревня осталась в составе Алуштинской волости. Согласно «Списку населённых мест Таврической губернии по сведениям 1864 года», составленному по результатам VIII ревизии 1864 года, Корбек — казённая татарская деревня, с 148 дворами, 997 жителями и 2 мечетями при речке Узень-Баше у подошвы Чатыр-Дага. На трёхверстовой карте 1865—1876 года в деревне Корбеклы обозначено 163 двора. На 1886 год в деревне, согласно справочнику «Волости и важнѣйшія селенія Европейской Россіи», проживало 1268 человек в 208 домохозяйствах, действовали 2 мечети и лавка. По «Памятной книге Таврической губернии 1889 года», по результатам Х ревизии 1887 года, в деревне Корбек числилось 284 двора и 1303 жителя. На верстовой карте 1890 года в деревне обозначено 204 двора с татарским населением. В 1891 году была открыта татарская народная школа. По «…Памятной книжке Таврической губернии на 1892 год» в Корбеке, составлявшем Корбекское сельское общество, числилось 1646 жителей в 224 домохозяйствах.

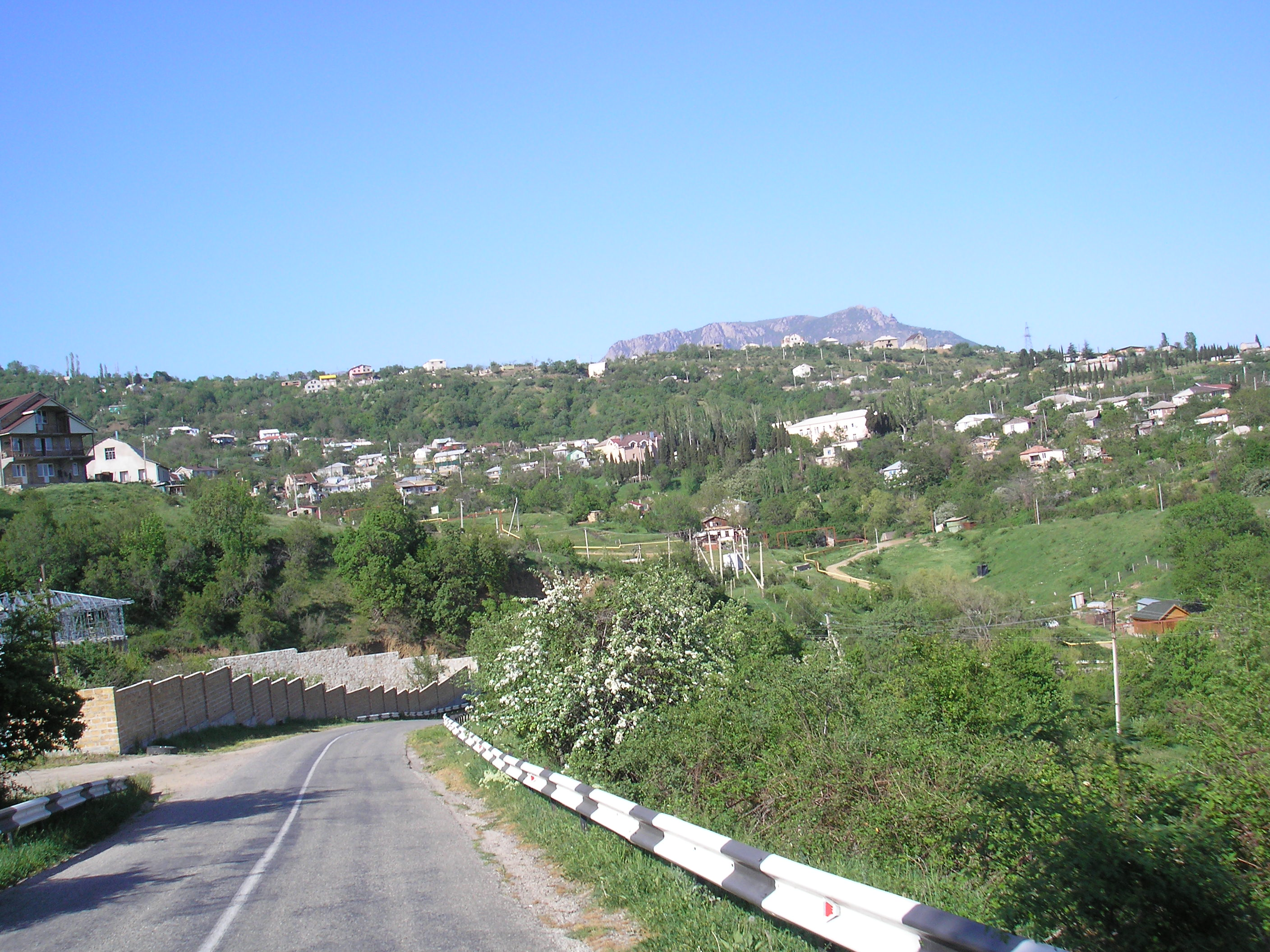
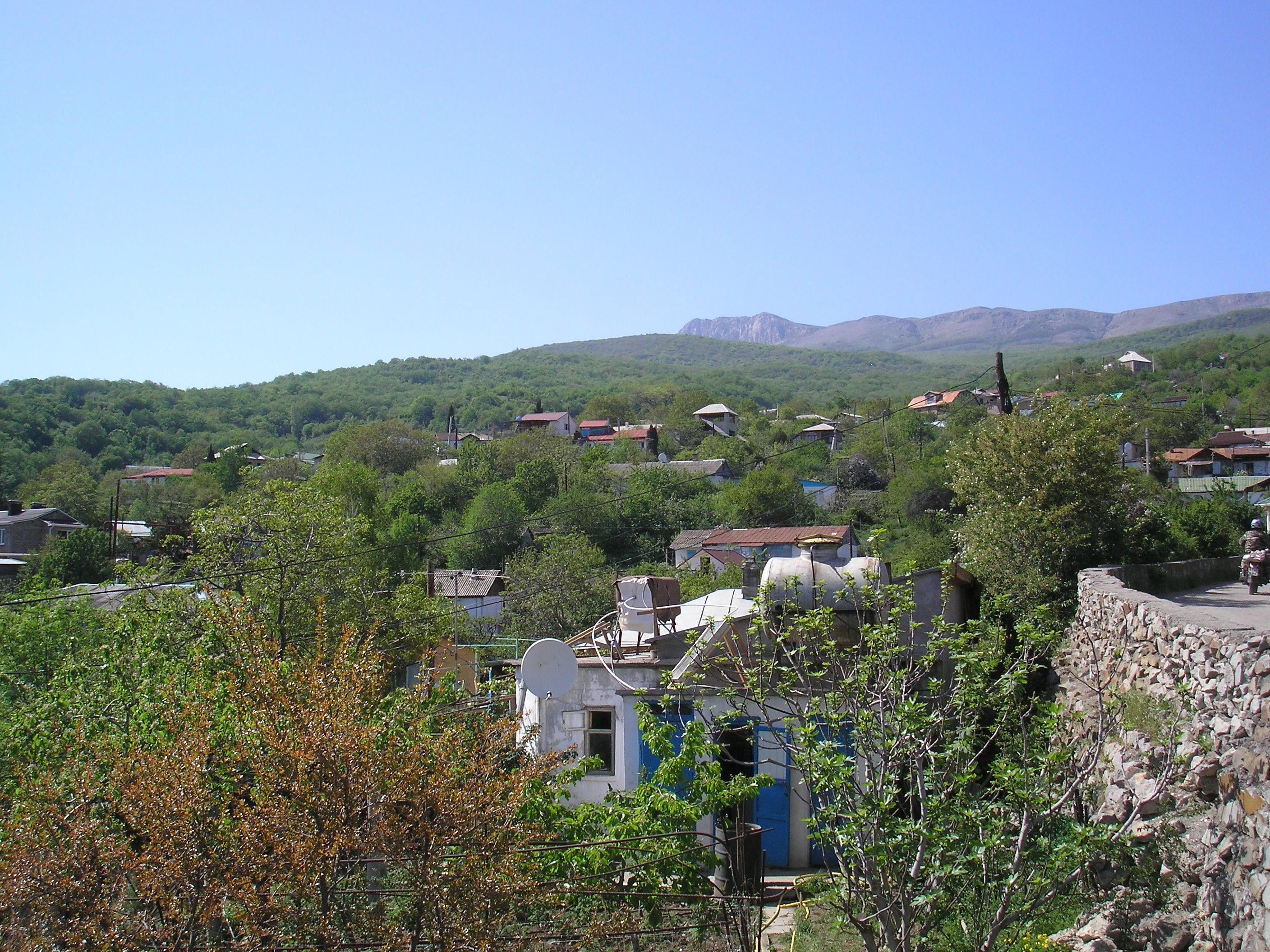
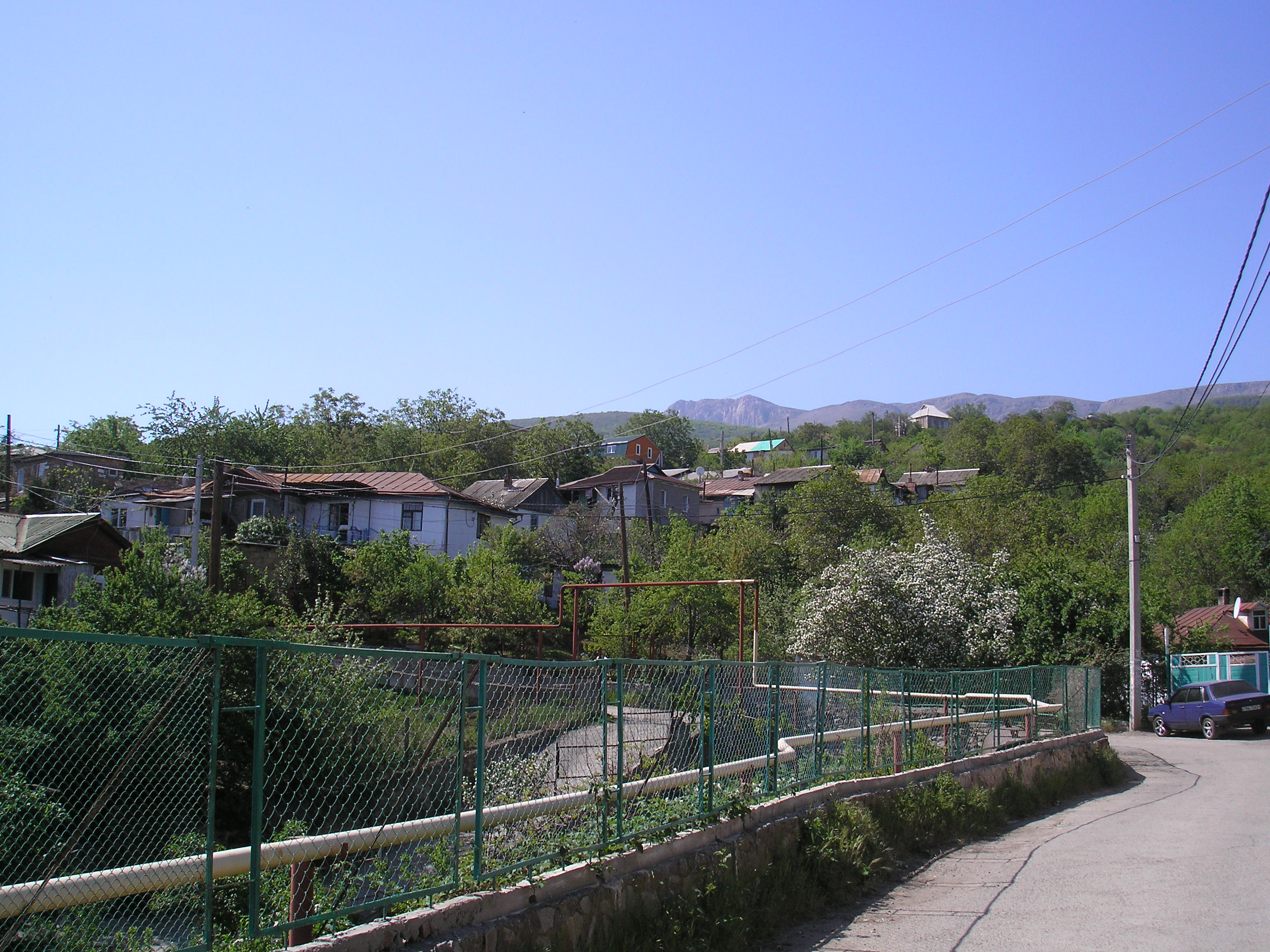

После земской реформы 1890-х годов, которая в Ялтинском уезде прошла после 1892 года деревня осталась в составе преобразованной Алуштинской волости. Перепись 1897 года зафиксировала в деревне Корбеклы (или Корбек) 1720 жителей, из которых 1691 мусульманин (крымских татар). По «…Памятной книжке Таврической губернии на 1902 год» в деревне Корбек, составлявшей Корбекское сельское общество, числилось 1884 жителя в 233 домохозяйствах. В путеводителе 1902 года А. Я. Безчинского имеется описание селения
Никакого намека на русскую деревню, начиная с того, что улицы, в русском значении этого слова, нет. Домики разбросаны как попало, одни над другими; издали в иных местах просто как лестница, где домики образуют как бы высокие ступени. Крыш нет — плоские потолки с насыпанной на них и утрамбованной землей. Перед каждой хаткой навес, на который выходят и двери, и окна. Окна без рам, одни деревянные решетки. Отдельные домики сообщаются между собой и с дорогой, приближающейся к деревне, узенькими крутыми тропинками, часто по берегу ручейка или канавки с проведенной водой. Эти канавки заменяют колодцы, доставляют воду для домашнего обихода. Для питья же берут воду из фонтана. Вообще зелени немного, хотя в Корбеклах относительно больше, чем в других деревнях. Попадаются старые орехи, персики, фиги, редко кипарисы.
 На 1914 год в селении действовали земская школа, кредитное товарищество. По Статистическому справочнику Таврической губернии. Ч.II-я. Статистический очерк, выпуск восьмой Ялтинский уезд, 1915 год, в деревне Корбек Алуштинской волости Ялтинского уезда числился 424 двора (423 двора с землёй, 1 — безземельный) с татарским населением в количестве 2368 человек приписных жителей и 618 — «посторонних», из которых 1651 мужчина и 1335 женщин. Жители владели 671 десятиной удобной земли, и 2677 десятинами неудобий. В хозяйствах имелось 60 лошадей, 90 волов, 41 корова и 2032 головы овец, свиней, или коз. На 1917 год в селении действовала ссудо-сберегательное товарищество.
После установления в Крыму Советской власти, по постановлению Крымревкома от 8 января 1921 года была упразднена волостная система и село подчинили Ялтинскому району Ялтинского уезда. В 1922 году уезды получили название округов, из Ялтинского был выделен Алуштинский район, а, декретом ВЦИК от 4 сентября 1924 года Алуштинский район был упразднён и Корбек вновь присоединили к Ялтинскому. Согласно Списку населённых пунктов Крымской АССР по Всесоюзной переписи 17 декабря 1926 года, в селе Корбек, центре Корбекского сельсовета Ялтинского района, числилось 464 двора, все крестьянские, население составляло 2109 человек, из них 2085 крымских татар, 15 украинцев, 7 русских, 1 немец, 1 записан в графе «прочие», действовала татарская школа. На 1928 год, согласно Атласу СССР 1928 года, село входило в Карасубазарский район. Постановлением ВЦИК от 30 октября 1930 года был образован Алуштинский татарский национальный район (по другим данным — в 1937 году). По данным всесоюзной переписи населения 1939 года в селе проживало 2035 человек.
В 1944 году, после освобождения Крыма от фашистов, согласно Постановлению ГКО № 5859 от 11 мая 1944 года, 18 мая крымские татары были депортированы в Среднюю Азию: на 15 мая 1944 года подлежало выселению 438 семей крымских татар, всего 1871 житель, из них мужчин — 295, женщин 630, детей — 946 человек. 18 мая 1944 года было выселено 484 семьй татар, всего 2055 человек, было принято на учёт 392 дома спецпереселенцев. 12 августа 1944 года было принято постановление № ГОКО-6372с «О переселении колхозников в районы Крыма» и в сентябре 1944 года в район приехали первые новоселы (2349 семей) из Краснодарского края, а в начале 1950-х годов последовала вторая волна переселенцев из различных областей Украины. Указом Президиума Верховного Совета РСФСР от 21 августа 1945 года Корбек был переименован в Изобильное и Корбеклинский сельсовет — в Изобильненский. С 25 июня 1946 года Изобильное в составе Крымской области РСФСР, а 26 апреля 1954 года Крымская область была передана из состава РСФСР в состав УССР.
1 января 1965 года, указом Президиума ВС УССР «О внесении изменений в административное районирование УССР — по Крымской области», Алуштинский район был преобразован в Алуштинский горсовет и Изобильное включили в его состав. По данным переписи 1989 года в селе проживало 1805 человек. С 12 февраля 1991 года село в восстановленной Крымской АССР, 26 февраля 1992 года переименованной в Автономную Республику Крым. С 21 марта 2014 года в составе Крыма аннексировано Россией, с 5 июня 2014 года в Городском округе Алушта.

## Религия
Церковь Афанасия Киево-Печерского. В 2016—2017 построена деревянная временная трапезная церковь